# Ставровский район
Ставровский район — административно-территориальная единица в Ивановской и Владимирской областях РСФСР, существовавшая в 1929—1965 годах. Административный центр - село Ставрово.

## История
- Район был образован 14 января 1929 года в составе Владимирского округа Ивановской Промышленной области с центром в селе Ставрово на части территории упраздненного Владимирского уезда Владимирской губернии.
- С 1932 по 1945 год район был упразднен[2].
- 27 марта 1945 года Ставровский район был вновь образован в составе: 11 с/с (Алепинский, Черкутинский, Рождественский, Глуховский, Юровский, Карачаровский, Ставровский, Сулуковский, Фомицинский, Волосовский, Тетеринский) Собинского района; 3 с/с (Ельтесуновский, Кишлеевский, Клементьевский) Небыловского района; 3 с/с (Кутуковский, Ново-Александровский, Семеновский) Владимирского района.
- В 1954 году объединены сельсоветы: Ново-Александровский и Кутуковский — в Ново-Александровский с/с, Волосовский и Семеновский — в Волосовский с/с, Тетеринский и Карачаровский — в Бабаевский с/с, Юровский и Глуховский — в Юровский с/с, Черкутинский и Алепинский — в Черкутинский с/с, Рождественский и Ельтесуновский — в Рождественский с/с, Ставровский и Сулуковский — в Добрынинский с/с, Клементьевский и Фомицинский — в Клементьевский с/с.
- В 1958 году село Ставрово отнесено к категории рабочих поселков.
- В 1960 году упразднены сельские советы: Ново-Александровский с передачей населённых пунктов в состав Сновицкого с/с Владимирского района и Волосовского с/с Ставровского района; Юровский с передачей его территории в состав Малышевского с/с.
- 1 февраля 1963 года район был ликвидирован: 7 с/с (Бабаевский, Волосовский, Добрынинский, Кишлеевский, Рождественский, Черкутинский и Юровский) вошли в Собинский сельский район, 1 с/с (Фомицинский) вошел во Владимирский сельский район.
- 4 марта 1964 года образован Ставровский сельский район в составе 20 сельсоветов: 14 с/с Собинского района (Бабаевский, Березниковский, Волосовский, Воршинский, Вышмановский, Добрынинский, Ельцинский, Завалинский, Калитеевский, Кишлеевский, Колокшанский, Рождественский, Черкутинский, Юровский), 6 с/с Юрьев-Польского района (Беречинский, Вауловский, Есиплевский, Коробовщинский, Литвиновский, Ново-Бусинский). 8 апреля 1964 года в состав Ставровского сельского района включен Алексеевский с/с Петушинского сельского района, Литвиновский с/с — в состав Юрьев-Польского сельского района.
- 12 января 1965 года Ставровский сельский район преобразован в Ставровский район и переименован в Собинский в составе 14 с/с (Алексеевский, Бабаевский, Березниковский, Волосовский, Воршинский, Вышмановский, Добрынинский, Калитеевский, Кишлеевский, Колокшанский, Копнинский Литвиновский, Ундольский, Рождественский, Черкутинский, Юровский); 7 с/с (Беречинский, Вауловский, Ельцинский, Есиплевский, Завалинский, Коробовщинский, Ново-Бусинский) переданы в Кольчугинский район[3].

## Населённые пункты
Крупнейшие населённые пункты района (население (1926), чел.):
- д. Бухолово 1-е (912 чел.)
- д. Васильевка (541 чел.)
- с. Ельтесуново (934 чел.)
- с. Железово (566 чел.)
- с. Калитеево (634 чел.)
- с. Кишлеево (1884 чел.)
- с. Клементьево (624 чел.)
- д. Козики (585 чел.)
- с. Котлучино (578 чел.)
- с. Никульское (843 чел.)
- с. Павловское (1087 чел.)
- с. Ставрово (1786 чел.)
- с. Чеково (1122 чел.)
- с. Черкутино (851 чел.)